# Gustaf Sahlin
Gustaf Josef Sahlin, född 18 september 1892 i Sankt Nikolai församling i Stockholms stad, död 8 november 1970 i Sankt Görans församling i Stockholm, var en svensk företagsledare som var verksam vid Electrolux i många år.

## Biografi
Gustaf Sahlin avlade studentexamen vid Högre realläroverket å Norrmalm i Stockholm 1908 och examen vid Påhlmans handelsinstitut 1910. Därefter var han anställd vid Stockholms Benmjölsfabrik AB 1910–1916, prokurist vid Percy Lundvall & Co 1916–1918 och chef för Javasche Transmarin Handel Nij i Batavia 1918–1921. Han blev chef för Electrolux dotterbolag i Riga 1923, var meddirektör för dess dotterbolag i USA 1924–1926 och chef där 1927–1933. Han var vice verkställande direktör för Electrolux i Stockholm 1933–1941 och verkställande direktör 1941–1952.
Sahlin var styrelseordförande i Electrolux till 1963, i AB Archimedes till 1963, i Sverige-Amerikastiftelsen till 1962 och i AB Sukab samt vice styrelseordförande i Bofors till 1967. Han var ledamot av styrelsen för bland annat AB W. Dan Bergman, Nohab, Saab AB (till 1967) och Ulvsunda Verkstäder AB, Livförsäkringsaktiebolaget Thule (till 1964). Därtill var han vice ordförande i Sveriges allmänna exportförening till 1963 (och därefter hedersledamot) samt vice ordförande i Stockholms handelskammare till 1962. Åren 1954–1962 var han ledamot av Försvarets förvaltningsdirektion. Sahlin är begravd på Norra begravningsplatsen utanför Stockholm.

## Utmärkelser
- Riddare av Vasaorden, 1939.[7]
- Riddare av Nordstjärneorden, 1945.[8]
- Kommendör av Vasaorden, 4 juni 1949.[9]
- Kommendör av första klass av Vasaorden, 4 juni 1960.[10]